# Aufzugführer

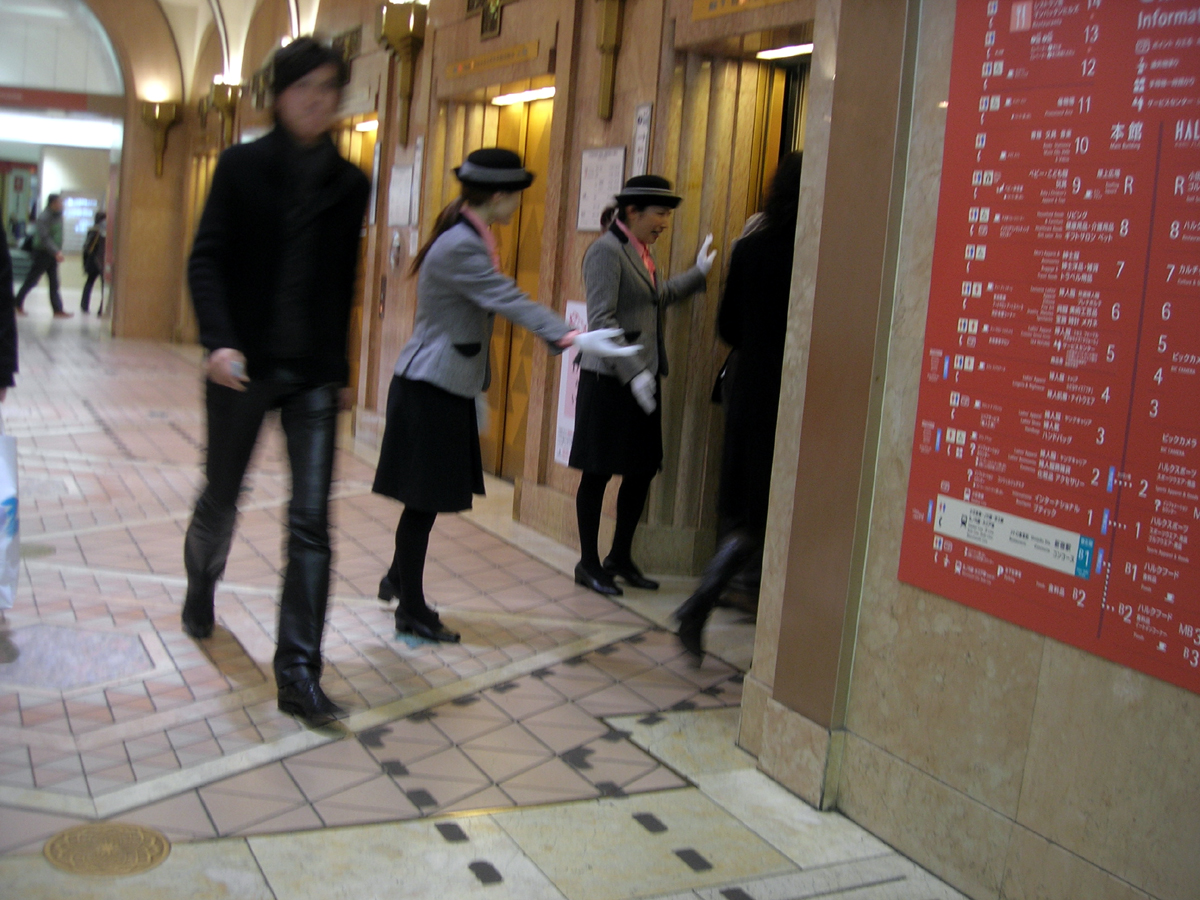
Elevator girls in Japan

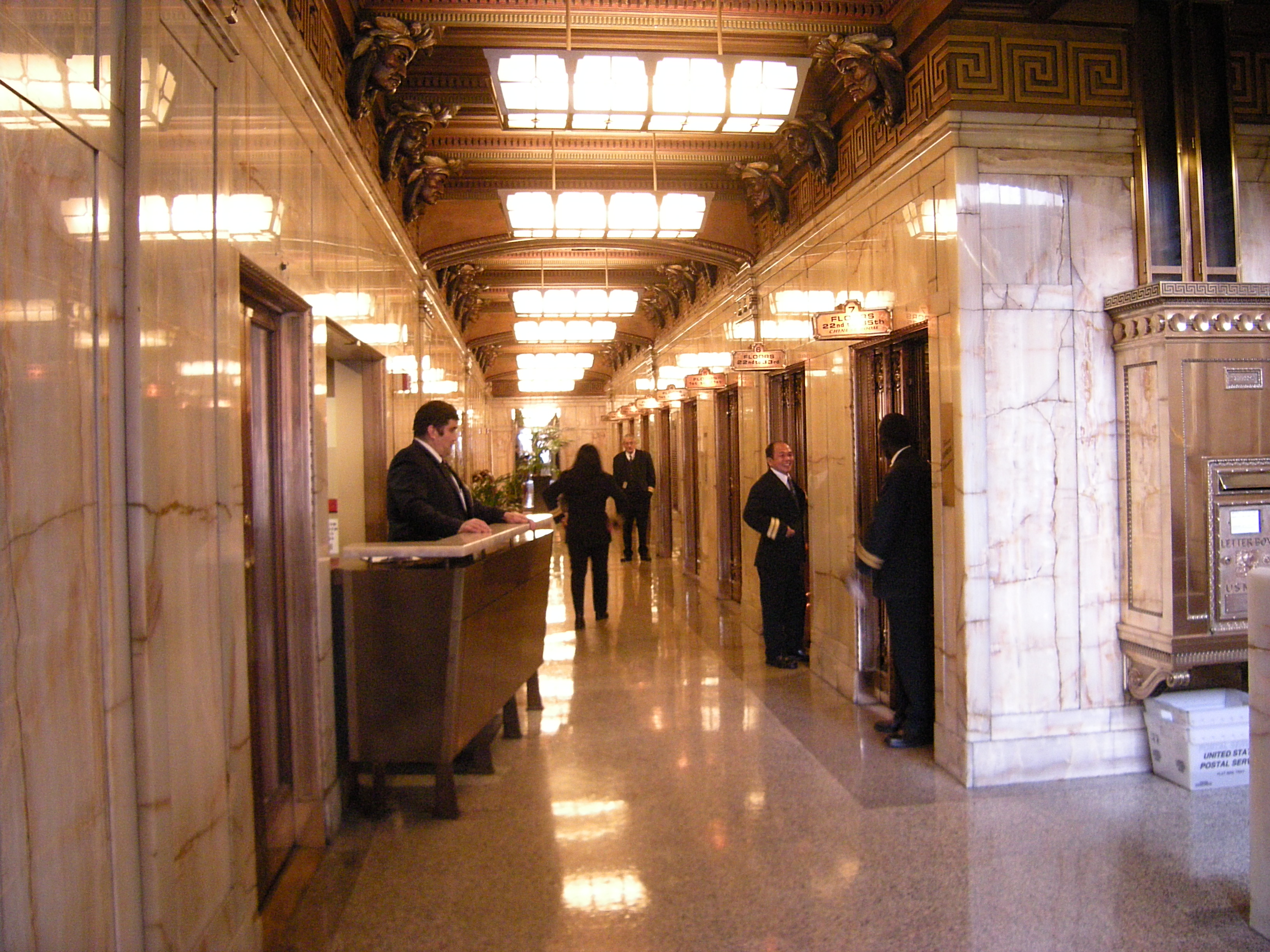
Im Smith Tower in Seattle, 2008

Als Aufzugführer, Fahrstuhlführer, Liftboy oder Elevator Girl bezeichnet man einen Dienstleister, dessen Hauptaufgabe es ist, für die Gäste von großen Kaufhäusern oder Hotels den Aufzug zu bedienen und ihnen darüber hinaus beratend zur Seite zu stehen. Dazu können Begrüßungstexte oder auch die Ansage des Stockwerks und der Warengruppen in Kaufhäusern gehören. Zusätzlich achten sie auf die Einhaltung der Sicherheitsvorschriften, damit beispielsweise das zulässige Höchstgewicht beziehungsweise die maximal erlaubte Personenzahl nicht überschritten wird.

## Geschichte
In den meisten Industrieländern sind die Aufzugführer nach der Erfindung der Knopfbedienung verschwunden, da die Passagiere des Aufzuges nun das Stockwerk selbst auswählen konnten und die Kabinentüren automatisch geschlossen bzw. geöffnet wurden. Daher sind Aufzugführer heute in Europa nur noch dort anzutreffen, wo aus Sicherheitsgründen eine Überwachung des Aufzugverkehrs notwendig ist, vor allem bei stark frequentierten Aufzügen, z. B. auf bekannten Wahrzeichen, etwa dem Eiffelturm.
In japanischen Kaufhäusern (depāto) sind die Elevator Girls (jap. エレベーターガール, erebētā gāru) hingegen bis heute anzutreffen. Meist handelt es sich dabei um junge Frauen in Uniformen, die diese Arbeit als Nebenjob (アルバイト, arubaito) verrichten. Die ersten Elevator Girls in Japan – damals noch shōkōki girl (昇降機ガール) genannt – wurden 1929 im Depāto Matsuzaka-ya eingeführt. Japaner sind so sehr an die Elevator Girls gewöhnt, dass in manchen Aufzügen ohne Personal ein Schild zu finden ist, das die Kunden darum bittet, die Knöpfe selbst zu bedienen.
Ist ein Aufzug Teil des öffentlichen Nahverkehrs, so ist der Aufzugführer mitunter auch für den Fahrkartenverkauf zuständig. Beispiele hierfür sind der Berner Mattelift, der Hammetschwand-Lift am Vierwaldstättersee sowie einige öffentliche Lifte (Ascensori) in Genua, Italien.

## Roman und Film
Der Liftboy ist eine typische, in Romanen und Filmen häufig anzutreffende Figur, beispielsweise in
- Liftboy, Roman von Hubert Flattinger
- Hotel Savoy, Roman von Joseph Roth
- Bekenntnisse des Hochstaplers Felix Krull, unvollendet gebliebener Roman von Thomas Mann: die Hauptfigur arbeitet zeitweilig als Liftboy
- Der Verschollene, Romanfragment von Franz Kafka: der Protagonist Karl Roßmann arbeitet als Liftjunge
- Fünf Millionen suchen einen Erben (deutsche Filmkomödie mit Heinz Rühmann, 1938)
- Das Appartement (Film von 1960, Shirley MacLaine erhielt für ihre Rolle als Elevator Girl eine Oscar-Nominierung und mehrere Auszeichnungen)
- Der Liftboy vom Palasthotel (Film von Pierre Granier-Deferre, 1962)
- Hui Buh – Das Schlossgespenst (deutsche Filmkomödie mit einem Liftboygeist, 2006)

## Trivia
- In der Frühzeit der Rolltreppen wurden auch deren Benutzer fallweise von Liftboys betreut.[2]
- In der Fliegersprache bezeichnet Liftboy scherzhaft einen Piloten, der mit seiner Maschine Fallschirmspringer am gewünschten Ort absetzt.